# Psalmodia polska

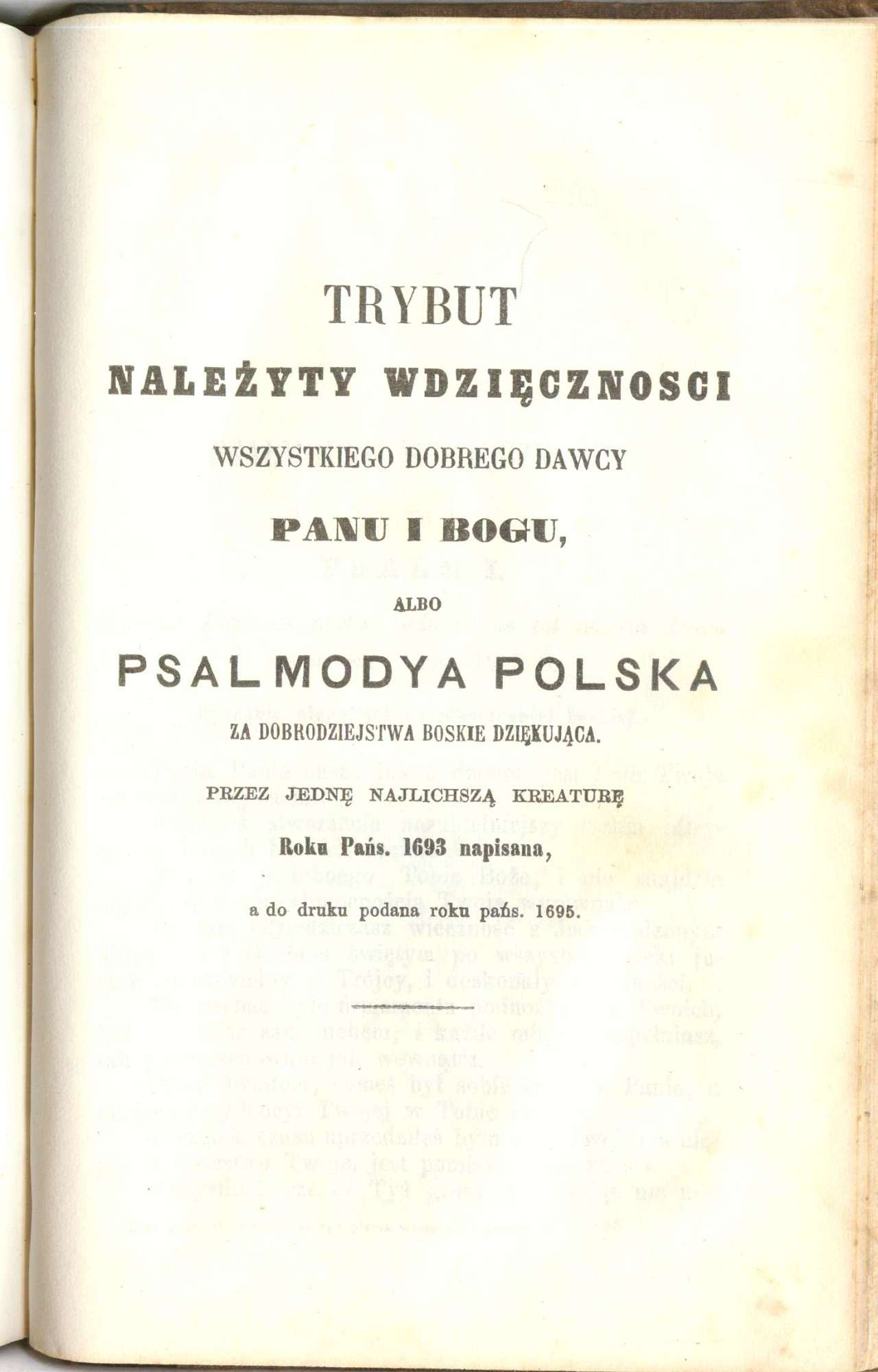
"Psalmodia polska" - okładka wydania z 1859

Psalmodia polska – cykl poetycki polskiego poety barokowego Wespazjana Kochowskiego, napisany w 1693 i opublikowany w Częstochowie w 1695. Zawiera 36 utworów lirycznych stylizowanych na psalmy biblijne, ułożonych wersetami. 
Pełny tytuł, rozbudowany zgodnie z gustem epoki baroku, brzmi: Trybut należyty wdzięczności wszystkiego dobrego dawcy Panu i Bogu, albo Psalmodia polska za dobrodziejstwa Boskie dziękująca.